# Bomolocha abalinealis
Bomolocha abalinealis är en fjärilsart som beskrevs av Walker 1859. Bomolocha abalinealis ingår i släktet Bomolocha och familjen nattflyn. Inga underarter finns listade i Catalogue of Life.